# Freixo de Baixo
Freixo de Baixo is een plaats (freguesia) in de Portugese gemeente Amarante en telt 1 543 inwoners (2001).

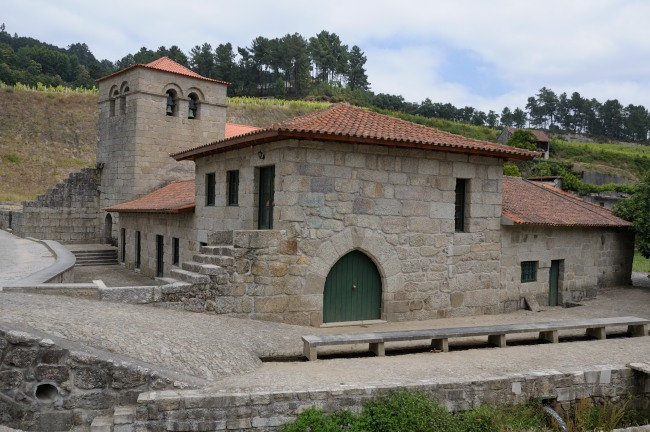
Freixo de Baixo (Amarante). Igreja do Salvador.